# Hubmersberg
Hubmersberg ist ein Gemeindeteil der Gemeinde Pommelsbrunn im Landkreis Nürnberger Land (Mittelfranken, Bayern). Die Gemarkung Hubmersberg hat eine Fläche von 11,338 km². Sie ist in 1844 Flurstücke aufgeteilt, die eine durchschnittliche Flurstücksfläche von 6148,53 m² haben. In ihr liegen neben dem namensgebenden Ort die Gemeindeteile Bürtel, Fischbrunn, Hegendorf und Heuchling.

## Lage
Das Dorf befindet sich auf dem Hochplateau der Hersbrucker Alb nahe der Grenze zur Oberpfalz.

## Geschichte
Der erste schriftliche Hinweis auf die Existenz Hubmersbergs erfolgte etwa um das Jahr 1275, als es im baierischen Urbar als „Hofmansperge“ erwähnt wurde. Das Urbar der Propstei Hersbruck benannte den Weiler um etwa 1300 als „Haffmansperg“, 1326 war daraus dann „Hofmansperg“ geworden. Im Böhmischen Salbüchlein Kaiser Karls IV. wurde der Ort schließlich 1366/68 „Hofmansperg“ bzw. „Hofmansberch“ genannt und im 16. Jahrhundert wurde er als „Hubmansperg“ bezeichnet.
Aufgrund der Kargheit der Albhochfläche vollzog sich die Entwicklung des Ortes relativ langsam. Im Jahr 1275 bestand er lediglich aus einem Hof und drei Huben (das heißt Halbhöfen), die sich alle im Besitz des Klosters Bergen bei Neuburg an der Donau befanden. 1499 umfasste der Ort fünf Huben und 1550 drei Voll- und vier Halbhuben. In den folgenden Jahrhunderten änderte sich daran im Wesentlichen nicht mehr viel, so dass der Ort immer noch aus wenigen Häusern und einigen Nebengebäuden besteht.
Nach dem Landshuter Erbfolgekrieg von 1504/05 gehörte Hubmersberg für drei Jahrhunderte zum Landgebiet der Reichsstadt Nürnberg und wurde in dieser Zeit von dessen Pflegamt Hersbruck verwaltet. Dieses übte sowohl die Hochgerichtsbarkeit, als auch die Dorf- und Gemeindeherrschaft über den Ort aus.
Erst mit der Errichtung eines Hotels setzte im 20. Jahrhundert eine Entwicklung ein, die Hubmersberg im Zuge des zunehmenden Nahtourismus einen gewissen Bekanntheitsgrad verschaffte. Der Ort ist aber immer noch hauptsächlich durch die Landwirtschaft geprägt.
Bis zu der kommunalen Gebietsreform in Bayern war Hubmersberg eine Ruralgemeinde, zu der Fischbrunn, Hegendorf und Heuchling gehörten. Am 1. Januar 1972 wurde Hubmersberg im Zuge der Gebietsreform in Bayern nach Pommelsbrunn eingemeindet.

## Baudenkmäler

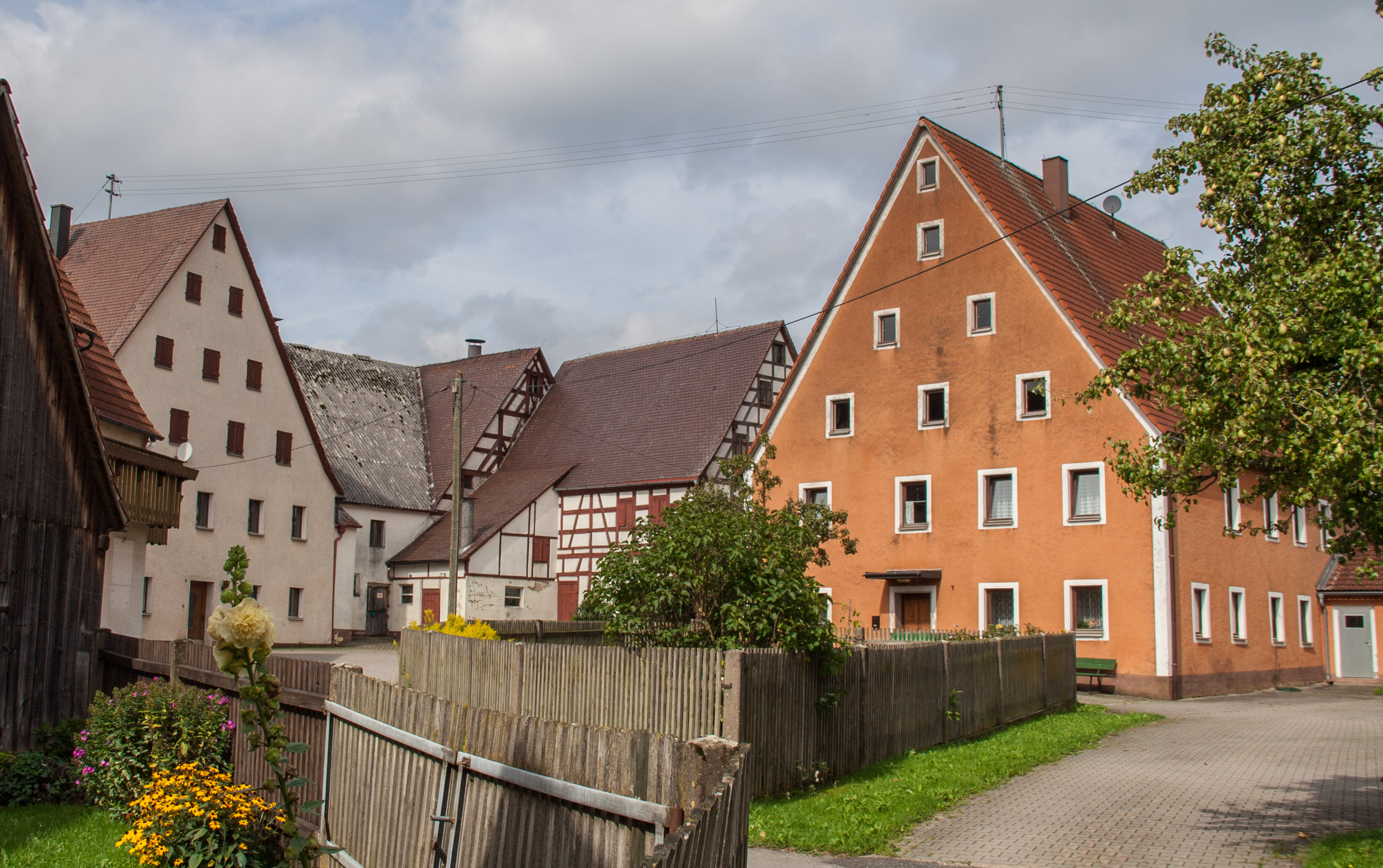
Wohnstallhaus in Hubmersberg

## KZ-Mahnmal

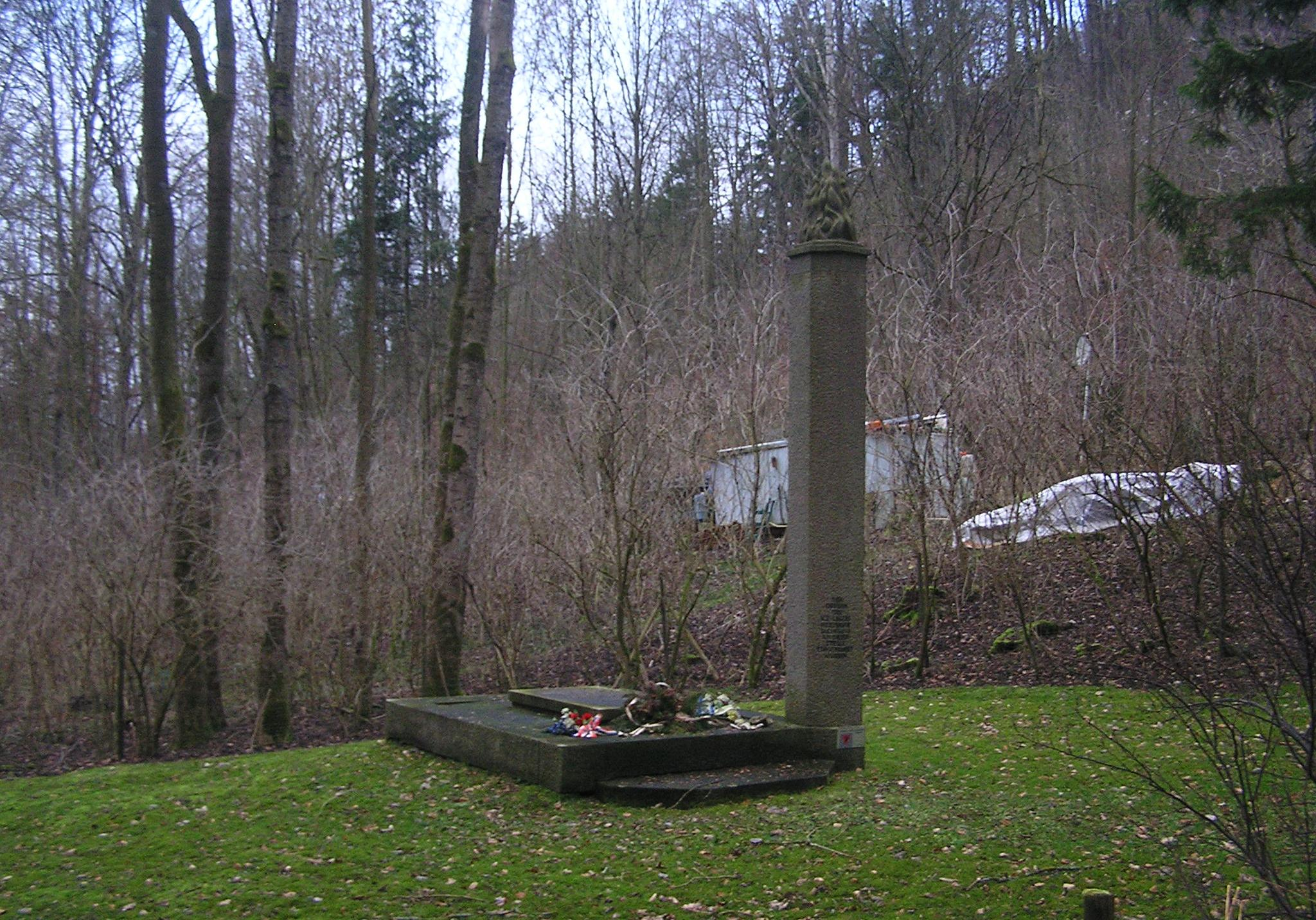
Das KZ-Mahnmal bei Hubmersberg

Etwa eineinhalb Kilometer südwestlich von Hubmersberg liegt das KZ-Mahnmal, das an die Leichenverbrennungsstätte von Opfern des NS-Regimes erinnert. Das Mahnmal befindet sich auf einer kleinen Waldlichtung nahe dem schmalen Landsträßchen, das Hubmersberg mit dem Tal der Pegnitz verbindet. In einer Novembernacht des Jahres 1944 wurden dort die Leichen von etwa 300 Insassen des KZ-Außenlagers Hersbruck eingeäschert, die den Strapazen der Lagerhaft und der Zwangsarbeit erlegen waren.